# St. Willibrord (Weinsheim)

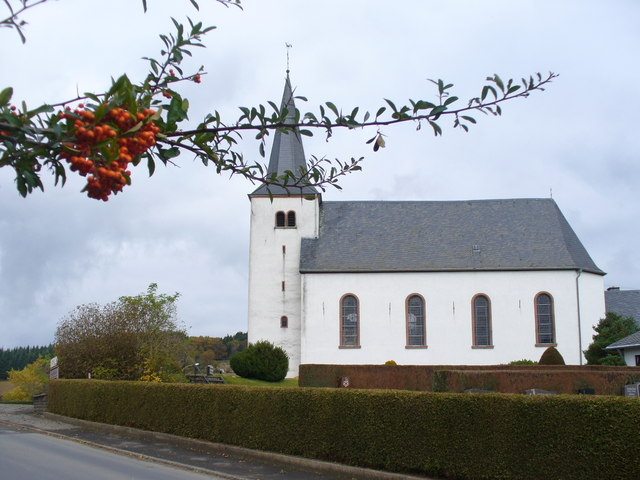
St. Willibrord (Weinsheim)

Die Kirche St. Willibrord ist die römisch-katholische Pfarrkirche von Weinsheim im Eifelkreis Bitburg-Prüm in Rheinland-Pfalz. Die Pfarrei gehört in der Pfarreiengemeinschaft Prüm zum Dekanat St. Willibrord Westeifel im Bistum Trier.

## Geschichte
Seit 1335 ist in Weinsheim eine Pfarrei bezeugt. Die heutige einschiffige Kirche stammt aus den ersten Jahrzehnten des 18. Jahrhunderts. Man nimmt an, dass Philipp Honorius von Ravensteyn die Pläne machte. Am 12. März 1876 wurde die Kirche von einem Orkan, im Zweiten Weltkrieg durch Kriegsschäden schwer beschädigt, aber jedes Mal wieder aufgebaut.

## Ausstattung

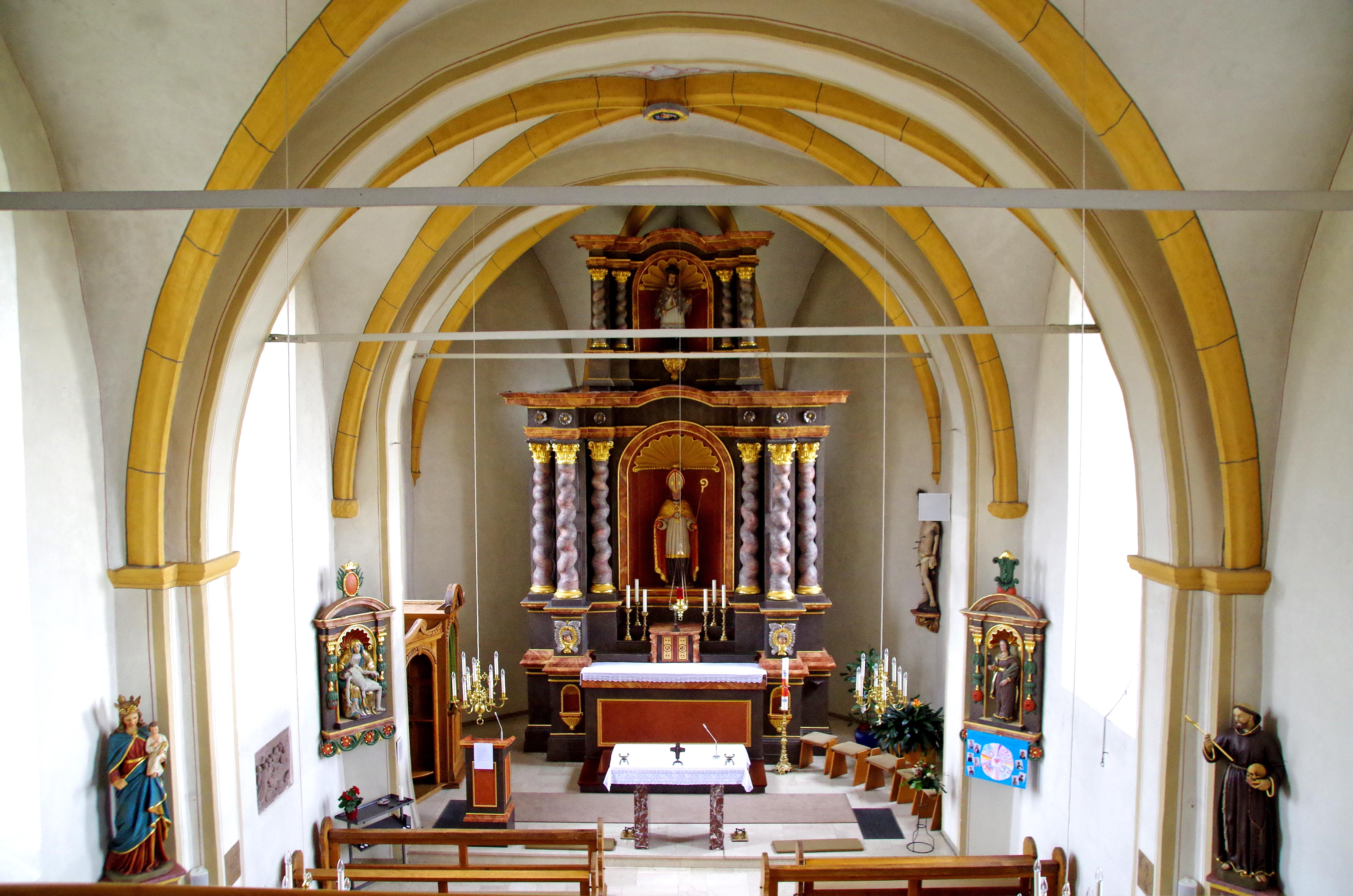
St. Willibrord (Weinsheim)

Prunkstück der ansonsten schlichten Kirche ist der mächtige Hochaltar mit sechs gedrehten Säulen und den Figuren von Willibrord und Johannes Nepomuk.

## Pfarrer (Auswahl)
- 1703–1734: Johannes Meyer
- 1757–1782: Johannes Auw
- 1828–1859: Conrad Reuland
- 1870–1888: Anton Baulig
- 1899–1913: Johann Wiegelmann
- 1913–1922: Friedrich Wilhelm Schuler
- 1922–1929: Johann Wahrheit
- 1930–1948: Andreas Meyer
- 1950–1959: Bruno Thomas
- 1959–?: verwaltet